# تانه‌ایچی، ایواته
تانه‌ایچی، ایواته (به لاتین: Taneichi) یک منطقهٔ مسکونی در ژاپن است که در ناحیه توهوکو واقع شده‌است. تانه‌ایچی ۱۳٬۴۴۹ نفر جمعیت دارد.